# Antoine Gakeme
Antoine Gakeme, född 24 december 1991, är en friidrottare från Burundi. Han deltog vid olympiska sommarspelen 2016.